# Sikory (Sokołów)
Pour les articles homonymes, voir Sikory.
Sikory [ɕiˈkɔrɨ] est un village polonais de la gmina de Bielany dans le powiat de Sokołów et dans la voïvodie de Mazovie, au centre-est de la Pologne.
Il est situé à environ 6 kilomètres à l'ouest de Bielany, 10 kilomètres au sud-ouest de Sokołów Podlaski et à 81 kilomètres à l'est de Varsovie.